# Alor Setar
Alor Setar, aussi appelée Alor Star entre 2004 et 2008, est la capitale et seconde plus grande ville de l'État du Kedah en Malaisie. La population est estimée à plus de 200 000 habitants, à majorité malaise, avec une forte représentation chinoise. Le père fondateur de la Malaisie Tunku Abdul Rahman et le quatrième premier ministre Mahathir Mohamad sont nés dans cette ville. C'est une ville importante, étant proche de la frontière avec la Thaïlande.

## Histoire
Alor Setar a été fondée en 1735.
La Royal Air Force avait établi dans les environs une de ses plus grosses bases aériennes, destinée à protéger le nord de la Malaisie contre une éventuelle attaque japonaise (les Britanniques l'appelaient à cette époque Alor Star). Cette base fut bombardée et évacuée dès le débuts des hostilités le 9 décembre 1941.

## Économie
La ville compte une usine de fabrication de pneumatiques du groupe allemand Continental AG.

## Personnalités
- Tunku Abdul Rahman (1903-1990), homme politique et premier ministre, considéré comme le père fondateur de la Malaisie
- Salma Ismail (1918–2014), médecin
- Mahathir Mohamad (1925-), homme d'état et premier ministre
- Razali Ismail (1939–), diplomate
- Marina Mahathir (1957-), militante des droits humains et fille de Mahathir
- Mokhzani Mahathir (1961-), homme d'affaires, fils de Mahathir
- Mukhriz Mahathir (1964-), homme politique, fils de Mahathir
- Angelica Lee (1976-), actrice et chanteuse
- Yuna (1986-), chanteuse